# Зігналь-Ідуна-Парк
«Зігналь-Ідуна-Парк» (нім. Signal Iduna Park), або «Вестфаленштадіон» (нім. Westfalenstadion — укр. Вестфальский стадіон) — найбільший футбольний стадіон Німеччини, який знаходиться в місті Дортмунд. Уміщує 81 365 вболівальників, і має статус 4-ї категорії УЄФА. Домашня арена дортмундської «Боруссії».

## Історія
Офіційно стадіон називається Зігналь Ідуна Парк. Таку назву він отримав 1 грудня 2005 року, коли «Зігналь Ідуна Груп» підписала спонсорський контракт до червня 2011 року для Вестфальського стадіону. Початкова назва стадіону походить від прусського регіону Вестфалія, який зараз є частиною федеральної землі Північний Рейн-Вестфалія.
У сезоні 2004—2005 вболівальники «Боруссії» встановили європейський рекорд відвідуваності: 1,4 млн глядачів. Стадіон приймав матчі Чемпіонату світу з футболу 2006 року, який проходив у Німеччині.

## Матчі ЧС 2006 року
Стадіон приймав 6 матчів під час турніру. Чотири з них групові. Саме на цій арені збірна Німеччини програла півфінальний матч чемпіонам світу — збірній Італії.
| Дата      | Матч                       | Результат  | Раунд    | Глядачів |
| --------- | -------------------------- | ---------- | -------- | -------- |
| 10 червня | Тринідад і Тобаго — Швеція | 0–0        | Група B  | 62 959   |
| 14 червня | Німеччина — Польща         | 1–0        | Група A  | 65 000   |
| 19 червня | Того — Швейцарія           | 0–2        | Група G  | 65 000   |
| 22 червня | Японія — Бразилія          | 1–4        | Група F  | 65 000   |
| 27 червня | Бразилія — Гана            | 3–0        | 1/8      | 65 000   |
| 4 липня   | Німеччина — Італія         | 0–2 (д.ч.) | Півфінал | 65 000   |